# Boys' Life
Boys' Life è la rivista mensile dei Boy Scouts of America (BSA), dedicata ai giovani maschi americani di età compresa tra 6 e 18 anni, scout e non.
Boys' Life è pubblicata in due edizioni differenti, spesso con la stessa copertina ma adeguate al target di riferimento attraverso l'inserimento di 16-20 pagine di contenuti diversi per edizione.
La prima edizione è destinata ai membri più giovani, di età compresa tra i 6 e i 10 anni: i Cub Scouting e i Webelos Scout del primo anno;
la seconda edizione è adatta ai ragazzi tra gli 11 e i 18 anni di età: dai Webelos del secondo anno fino ai diciottenni Boy Scouts, Varsity Scouts e Venturers.
Se l'abbonamento è ottenuto tramite l'iscrizione nei Boy Scouts of America, l'editore sceglie l'edizione appropriata da inviare in base all'età del ragazzo.

## Storia

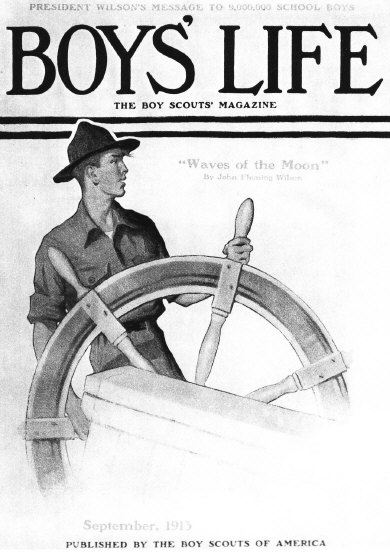
Prima copertina di Boys' Life disegnata da Norman Rockwell, nel 1913.

Nel 1911 George S. Barton di Somerville, nel Massachusetts, fondò e pubblicò il primo numero della rivista, che chiamò Boys' and Boy Scouts' Magazine; ne era direttore il diciottenne Joe Lane di Providence, nel Rhode Island.
A quel tempo c'erano tre grandi organizzazioni scout concorrenti: American Boy Scouts, New England Boy Scouts e Boy Scouts of America.
Furono stampate cinquemila copie del primo numero della rivista di Barton, pubblicato il 1º gennaio 1911, ma poiché poche copie raggiunsero effettivamente il pubblico, è quella pubblicata il 1º marzo 1911 che generalmente viene considerata la prima edizione.
Con questo numero, la rivista è stata ampliata da 8 a 48 pagine, il formato delle pagine è stato ridotto, ed è stata aggiunta una copertina a due colori. 
Nel 1912, i Boy Scouts of America la acquistarono, facendone una rivista ufficiale BSA. 
BSA ha pagato 6000 $ per la rivista, 1 $ per abbonato.